# Човек који је плакао
„Човек који је плакао“ је филм снимљен 2000. Сценарио за филм написала је Сали Потер, која га је и режирала.
Главне улоге у филму тумаче Кристина Ричи, Кејт Бланчет, Џони Деп, Хари Дин Стантон и Џон Туртуро.
Филм говори о јеврејској девојчици која је одвојена од оца, из Совјетског Савеза одлази у Уједињено Краљевство, а затим у Париз, мало пре доласка нациста.

## Радња Филма
Филм говори о Фегеле (Кристина Ричи), руско-јеврејској девојчици, која је као дете одвојена од оца 1927.
Одлази у Велику Британију где добија ново име, Сузи, и где је усваја енглеска породица.
Због прелепог гласа, као старија, Сузи добија прилику да оде у Париз.
Тамо упознаје Рускињу Лолу (Кејт Бланчет) и између њих се ствара пријатељство.
Цезар (Џони Деп) је ромски јахач коња који наступа. Он се заљубљује у Сузи али мора да је пусти јер нацисти улазе у Париз и откривају њено порекло.

## Улоге
| Глумац              | Улога                   |
| ------------------- | ----------------------- |
| Кристина Ричи       | Фегеле "Сузи" Абрамович |
| Олег Јанковски      | господин Абрамович      |
| Клодија Ландер-Дјук | мала Сузи               |
| Кејт Бланчет        | Лола                    |
| Миријам Карлин      | Мадам Голдштајн         |
| Џони Деп            | Цезар                   |
| Хари Дин Стантон    | Феликс Перлман          |
| Џон Туртуро         | Данте Домино            |

Песме које певају Данте и Сузи певају Салвадор Лицитра и Ива Битова.